# 21 cm Mörser 16
El 21 cm Mörser 16 (abreviado 21 cm Mrs 16) o Langer 21 cm Mörser fue un obús pesado usado por Alemania en la Primera y Segunda Guerra Mundial.

## Historia
Estaba basado en el anterior 21 cm Mörser 10, pero con un cañón más largo, un escudo y otros refinamientos. Originalmente se separaba en dos partes para transportarlo, pero los alemanes reformaron los cañones sobrevivientes en la década de 1930 con ruedas de acero con montura de goma, lo que permitía arrastrarlo con un tractor motorizado en una sola pieza con un armón, generalmente retirando el escudo.

## Servicio en combate

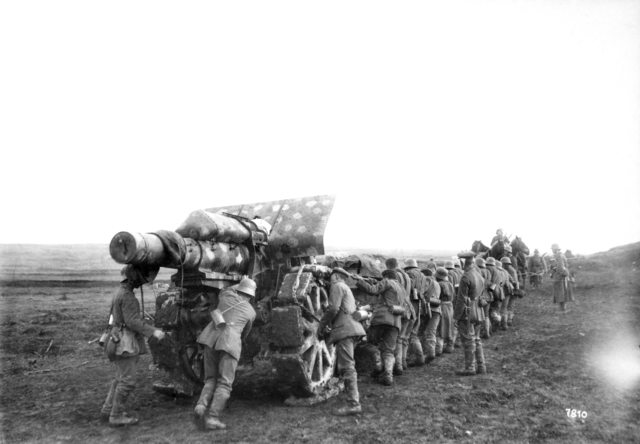
Entrando en acción, Ham (Somme), marzo de 1918

En Alemania se empleaban dos tipos de proyectiles, el 21 cm Gr 18 (HE) que pesaba 113 kg y el 21 cm Gr 18 Be (antibunker) de 121,4 con una carga explosiva de 11,61 kg de TNT.
Se mantuvo en servicio de primera línea en el Ejército Alemán hasta que fue reemplazado por el 21 cm Mörser 18 alrededor de 1940. Luego de eso fue usado para entrenamiento y equipó unidades en teatros secundarios.
Suecia compró a Alemania una docena de armas en 1918, manteniéndolos en servicio hasta 1950. Los suecos tenían su propio proyectil antibunker, el 210 tkrv 51/65-ps R-/33, que pesaba 120,75 kg, el cual tenía problemas de dispersión según comprobaron los fineses.
Finlandia compró a Suecia cuatro de estos obuses durante la Guerra de Invierno, aunque no participó en la guerra porque los finlandeses carecían de vehículos lo suficientemente potentes como para arrastrar su gran peso al frente. Este problema fue resuelto en la Guerra de Continuación y equiparon con ellos a la 10.ª Batería Separada de Artillería Súper Pesada durante el tiempo que duró la guerra. Después de la guerra fueron puestos en reserva y mantenidos hasta finales de la década de 1960, luego de lo cual fueron dados de baja.